# Поцоромоло (Напуљ)
Поцоромоло је насеље у Италији у округу Напуљ, региону Кампанија.
Према процени из 2011. у насељу је живело 127 становника. Насеље се налази на надморској висини од 63 м.